# Roberto Marin (ingegnere)
Roberto Marin (Padova, 30 dicembre 1894 – Padova, 12 maggio 1990) è stato un ingegnere italiano.

## Biografia
Era figlio di Guglielmo Marin e di Maria Balzan, una famiglia residente a Masi. Partecipò alle campagne di guerra dal 1915 al 1918, guadagnandosi la Croce al merito. Nell'agosto 1919 si laureò presso la facoltà di ingegneria di Padova con il massimo dei voti e medaglia d'oro Sarpi destinata alla migliore carriera di studio dei laureati di quell'anno.
Dopo un anno di assistente effettivo nell'istituto di elettrotecnica della medesima facoltà, iniziò la sua carriera nella SADE. Nell'arco di tempo dal 1920 al 1940, partecipò attivamente a fianco di eminenti progettisti alla realizzazione di un grandioso piano di sviluppo degli impianti di produzione, trasmissione e distribuzione dell'energia elettrica.
Negli anni del dopoguerra, assunta la responsabilità della direzione generale della SADE, si dedicò con grande impegno alle opere di ricostruzione, completate già alla fine del 1946, alla realizzazione di nuovi impianti, linee di trasmissione fino a 230.000 volt per una potenza complessiva di circa 600.000 Chilowatt, nonché all'importantissimo problema della interconnessione.
Fu professore incaricato di comunicazioni elettriche e di impianti industriali elettrici dell'università di Padova dal 1930 al 1965. A lui spetta il merito di essere stato determinante promotore del collegamento in parallelo delle linee di tutte le società elettriche italiane e dell'interconnessione generale delle reti europee. Dopo la nazionalizzazione delle società elettriche dimissionò dall'Enel e si ritirò a vita privata. Al processo per il disastro del Vajont fu assolto da tutte le imputazioni per non aver commesso il fatto.
Nel 1979 istituì il fondo borsa di studio ingegner Guglielmo Marin, che premiò vari giovani ingegneri, consentendo loro di trascorrere un anno di studio presso un'università estera.
Morì a Padova il 12 maggio 1990, all'età di 95 anni, ed è ivi sepolto al cimitero maggiore.